# Moussa Sanogo (homme politique)
Pour les articles homonymes, voir Moussa Sanogo.
Moussa Sanogo,  né le 21 décembre 1974, est un homme politique ivoirien, originaire de Ganhoué, village de la localité de Ouaninou dans la région du Bafing. Il est ministre du Budget et du Portefeuille de l’État de Côte d’Ivoire de 2019 à 2023. Il est nommé ministre du Patrimoine, du Portefeuille de l’État et des Entreprises publiques le 17 octobre 2023 dans le gouvernement de Robert Beugré Mambé. Il est originaire de Touba, chef-lieu de la région du Bafing. Il est le député-maire de Touba.

## Biographie

### Études et formation
C’est à l’Institut national polytechnique de Yamoussoukro (INP-HB) que Moussa Sanogo fait ses études de classes préparatoires à l’entrée aux grandes écoles de 1993 à 1996. Il y obtient son concours d’entrée à l’ENSEA (École nationale supérieure de statistiques et d’économie appliquée). Après trois années passées à l’ENSEA (de 1996 à 1999), il décroche un master en économie appliquée et statistique, option ingénieur statisticien économiste,.

### Expérience professionnelle
Il commence sa carrière professionnelle en 1999 en tant que Consultant économiste au département des statistiques économiques à l’Institut national de la statistique d’Abidjan, où il reste jusqu’en 2000. Par la suite, il part à Dakar (Sénégal) où il travaille au département de la recherche de la Banque centrale des États de l'Afrique de l'Ouest (BCEAO). De 2003 à 2005, il est promu chef de l'unité d'analyse macroéconomique et de programmation monétaire de ladite banque. Il devient ensuite le représentant de la BCEAO auprès des institutions européennes de coopération à Paris. Il gravit les échelons en devenant chef de la division de la réglementation des établissements de crédit au département de la stabilité financière de la même banque (de 2009 à 2012), où il va occuper de 2012 à 2014 le poste de directeur adjoint. Par ailleurs, il exerce comme directeur adjoint avec rang de directeur au département des statistiques de la BCEAO de 2014 à 2017.
Le 2 mai 2017, Moussa Sanogo est nommé conseiller du Premier ministre de Côte d'Ivoire chargé des questions macroéconomiques, avant de devenir deux mois plus tard (le 19 juillet 2017) secrétaire d’État auprès du Premier ministre, chargé du Budget et du Portefeuille de l’État. 
Il est confirmé comme ministre auprès du Premier ministre, chargé du Budget et du Portefeuille de l’État le 4 septembre 2019, puis comme ministre du Budget et du Portefeuille de l'État le 3 août 2020. Le 6 avril 2021, il est reconduit à son poste dans le gouvernement Patrick Achi. Le 17 octobre 2023,il est reconduit dans le gouvernement du nouveau premier ministre Robert Beugré Mambé nommé le 16 octobre 2023 par le président Alassane Ouattara.  

### Vie politique
Moussa Sanogo est membre du Rassemblement des houphouëtistes pour la démocratie et la paix (RHDP), parti politique qui le porte à la tête de la députation de la commune de Touba en mars 2021,. Il est élu maire de Touba le 02 septembre 2023.